# Klara Södra gymnasium
Klara Södra gymnasium är ett privat gymnasium som ligger på Södermalm i Stockholm.  Byggnaden är från 1969 men den renoverades 2001–2003. Klara Södra ägs av utbildningsföretaget Academedia.